# Canada op de Paralympische Winterspelen 2014
Canada was een van de landen die deelnam aan de Paralympische Winterspelen 2014 in Sotsji, Rusland.

## Medailleoverzicht
| Sport           | Paralympiër                        | Onderdeel                         | Medaille |
| --------------- | ---------------------------------- | --------------------------------- | -------- |
| Alpineskiën     | Josh Dueck                         | Supercombinatie, zittend (m)      | Goud     |
| Alpineskiën     | Mac Marcoux gids: Robin Femy       | Reuzenslalom, visueel beperkt (m) | Goud     |
| Langlaufen      | Chris Klebl                        | 10 km, zittend (m)                | Goud     |
| Langlaufen      | Brian McKeever gids: Erik Carleton | 1 km sprint, visueel beperkt (m)  | Goud     |
| Langlaufen      | Brian McKeever gids: Erik Carleton | 10 km, visueel beperkt (m)        | Goud     |
| Langlaufen      | Brian McKeever gids: Erik Carleton | 20 km, visueel beperkt (m)        | Goud     |
| Rolstoelcurling | Team                               | Team, gemengd                     | Goud     |
|                 |                                    |                                   |          |
| Alpineskiën     | Josh Dueck                         | Afdaling, zittend (m)             | Zilver   |
| Biatlon         | Mark Arendz                        | 7.5 km, staand (m)                | Zilver   |
|                 |                                    |                                   |          |
| Alpineskiën     | Caleb Brousseau                    | Super G, zittend (m)              | Brons    |
| Alpineskiën     | Kimberly Joines                    | Slalom, zittend (v)               | Brons    |
| Alpineskiën     | Mac Marcoux gids: Robin Femy       | Super G, visueel beperkt (m)      | Brons    |
| Alpineskiën     | Mac Marcoux gids: Robin Femy       | Afdaling, visueel beperkt (m)     | Brons    |
| Alpineskiën     | Chris Williamson gids: Nick Brush  | Slalom, visueel beperkt (m)       | Brons    |
| Biatlon         | Mark Arendz                        | 12.5 km, staand (m)               | Brons    |
| Sledgehockey    | Team                               | Team, gemengd                     | Brons    |

## Deelnemers en resultaten
(m) = mannen, (v) = vrouwen 

### Alpineskiën
| Paralympiër                       | Onderdeel                            | Resultaat | Prestatie      |
| --------------------------------- | ------------------------------------ | --------- | -------------- |
| Caleb Brousseau                   | Afdaling, zittend (m)                | 6e        | 1:25.62        |
| Caleb Brousseau                   | Super G, zittend (m)                 | Brons     | 1:22.05        |
| Caleb Brousseau                   | Slalom, zittend (m)                  | DNF       | Niet gefinisht |
| Caleb Brousseau                   | Supercombinatie, zittend (m)         | DNF       | Niet gefinisht |
| Caleb Brousseau                   | Reuzenslalom, zittend (m)            | DNF       | Niet gefinisht |
| Josh Dueck                        | Afdaling, zittend (m)                | Zilver    | 1:24.19        |
| Josh Dueck                        | Super G, zittend (m)                 | DNF       | Niet gefinisht |
| Josh Dueck                        | Slalom, zittend (m)                  | DNF       | Niet gefinisht |
| Josh Dueck                        | Supercombinatie, zittend (m)         | Goud      | 2:18.20        |
| Josh Dueck                        | Reuzenslalom, zittend (m)            | DNF       | Niet gefinisht |
| Matt Hallat                       | Super G, staand (m)                  | DNF       | Niet gefinisht |
| Matt Hallat                       | Slalom, staand (m)                   | 6e        | 1:43.81        |
| Matt Hallat                       | Supercombinatie, staand (m)          | DNF       | Niet gefinisht |
| Braydon Luscombe                  | Afdaling, staand (m)                 | DNF       | Niet gefinisht |
| Braydon Luscombe                  | Super G, staand (m)                  | DNF       | Niet gefinisht |
| Braydon Luscombe                  | Slalom, staand (m)                   | DNF       | Niet gefinisht |
| Braydon Luscombe                  | Supercombinatie, staand (m)          | DNF       | Niet gefinisht |
| Mac Marcoux gids: Robin Femy      | Afdaling, visueel beperkt (m)        | Brons     | 1:23.02        |
| Mac Marcoux gids: Robin Femy      | Super G, visueel beperkt (m)         | Brons     | 1:20.77        |
| Mac Marcoux gids: Robin Femy      | Slalom, visueel beperkt (m)          | DNF       | Niet gefinisht |
| Mac Marcoux gids: Robin Femy      | Supercombinatie, visueel beperkt (m) | DNF       | Niet gefinisht |
| Mac Marcoux gids: Robin Femy      | Reuzenslalom, visueel beperkt (m)    | Goud      | 2:29.62        |
| Kurt Oatway                       | Afdaling, zittend (m)                | 5e        | 1:25.46        |
| Kurt Oatway                       | Super G, zittend (m)                 | 9e        | 1:29.10        |
| Kurt Oatway                       | Slalom, zittend (m)                  | DNF       | Niet gefinisht |
| Kurt Oatway                       | Supercombinatie, zittend (m)         | DNF       | Niet gefinisht |
| Kurt Oatway                       | Reuzenslalom, zittend (m)            | DNF       | Niet gefinisht |
| Kirk Schornstein                  | Afdaling, staand (m)                 | DNF       | Niet gefinisht |
| Kirk Schornstein                  | Super G, staand (m)                  | 13e       | 1:27.83        |
| Kirk Schornstein                  | Slalom, staand (m)                   | 16e       | 1:54.05        |
| Kirk Schornstein                  | Supercombinatie, staand (m)          | 12e       | 2:22.07        |
| Kirk Schornstein                  | Reuzenslalom, staand (m)             | 13e       | 2:40.97        |
| Chris Williamson gids: Nick Brush | Slalom, visueel beperkt (m)          | Brons     | 1:48.61        |
| Chris Williamson gids: Nick Brush | Reuzenslalom, visueel beperkt (m)    | 5e        | 2:37.57        |
|                                   |                                      |           |                |
| Kimberly Joines                   | Slalom, zittend (v)                  | Brons     | 2:15.16        |
| Kimberly Joines                   | Reuzenslalom, zittend (v)            | DNF       | Niet gefinisht |
| Erin Latimer                      | Super G, staand (v)                  | DNF       | Niet gefinisht |
| Erin Latimer                      | Slalom, staand (v)                   | 8e        | 2:19.31        |
| Erin Latimer                      | Supercombinatie, staand (v)          | 7e        | 2:41.85        |
| Erin Latimer                      | Reuzenslalom, staand (v)             | 9e        | 2:56.13        |
| Alana Ramsay                      | Super G, staand (v)                  | 10e       | 1:43.39        |
| Alana Ramsay                      | Slalom, staand (v)                   | 9e        | 2:24.06        |
| Alana Ramsay                      | Supercombinatie, staand (v)          | DNS       | Niet gestart   |
| Alana Ramsay                      | Reuzenslalom, staand (v)             | DNF       | Niet gefinisht |
| Alexandra Starker                 | Super G, staand (v)                  | 7e        | 1:36.52        |
| Alexandra Starker                 | Slalom, staand (v)                   | 6e        | 2:14.16        |
| Alexandra Starker                 | Supercombinatie, staand (v)          | DNS       | Niet gestart   |
| Alexandra Starker                 | Reuzenslalom, staand (v)             | 10e       | 2:57.53        |

### Biatlon
| Paralympiër                              | Onderdeel                 | Resultaat | Prestatie |
| ---------------------------------------- | ------------------------- | --------- | --------- |
| Mark Arendz                              | 7,5 km, staand (m)        | Zilver    | 19:14.4   |
| Mark Arendz                              | 12,5 km, staand (m)       | Brons     | 30:31.0   |
| Mark Arendz                              | 15 km, staand (m)         | 11e       | 40:34.2   |
|                                          |                           |           |           |
| Caroline Bisson                          | 6 km, staand (v)          | 14e       | 27:14.8   |
| Caroline Bisson                          | 10 km, staand (v)         | 11e       | 39:53.9   |
| Caroline Bisson                          | 12,5 km, staand (v)       | 12e       | 56:21.8   |
| Margarita Gorbounova gids: Andrea Bundon | 6 km, visueel beperkt (v) | 7e        | 26:17.8   |

### Langlaufen
| Paralympiër                                                                                   | Onderdeel                        | Resultaat | Prestatie      |
| --------------------------------------------------------------------------------------------- | -------------------------------- | --------- | -------------- |
| Mark Arendz                                                                                   | 10 km, staand (m)                | 11e       | 25:16.4        |
| Yves Bourque                                                                                  | 1 km sprint, zittend (m)         | 24e       | Kwalificatie   |
| Yves Bourque                                                                                  | 10 km, zittend (m)               | 24e       | 39:11.5        |
| Yves Bourque                                                                                  | 15 km, zittend (m)               | 20e       | 55:25.4        |
| Sebastien Fortier                                                                             | 1 km sprint, zittend (m)         | 23e       | Kwalificatie   |
| Sebastien Fortier                                                                             | 10 km, zittend (m)               | 25e       | 40:03.4        |
| Sebastien Fortier                                                                             | 15 km, zittend (m)               | 18e       | 51:43.3        |
| Louis Fortin                                                                                  | 1 km sprint, staand (m)          | 29e       | Kwalificatie   |
| Louis Fortin                                                                                  | 10 km, staand (m)                | 36e       | 32:58.8        |
| Chris Klebl                                                                                   | 1 km sprint, zittend (m)         | 7e        | Halve finale   |
| Chris Klebl                                                                                   | 10 km, zittend (m)               | Goud      | 30:52.0        |
| Chris Klebl                                                                                   | 15 km, zittend (m)               | 6e        | 43:06.9        |
| Brian McKeever gids: Erik Carleton                                                            | 1 km sprint, visueel beperkt (m) | Goud      | Finale         |
| Brian McKeever gids: Erik Carleton                                                            | 10 km, visueel beperkt (m)       | Goud      | 23:18.1        |
| Brian McKeever gids: Erik Carleton                                                            | 20 km, visueel beperkt (m)       | Goud      | 52:37.1        |
|                                                                                               |                                  |           |                |
| Caroline Bisson                                                                               | 5 km, staand (v)                 | 16e       | 16:55.2        |
| Colette Bourgonje                                                                             | 1 km sprint, zittend (v)         | 16e       | Kwalificatie   |
| Colette Bourgonje                                                                             | 5 km, zittend (v)                | 13e       | 18:13.0        |
| Colette Bourgonje                                                                             | 12 km, zittend (v)               | 13e       | 43:50.3        |
| Margarita Gorbounova gids: Andrea Bundon                                                      | 1 km sprint, visueel beperkt (v) | 7e        | Kwalificatie   |
| Margarita Gorbounova gids: Andrea Bundon                                                      | 5 km, visueel beperkt (v)        | 8e        | 15:42.2        |
| Margarita Gorbounova gids: Andrea Bundon                                                      | 15 km, visueel beperkt (v)       | 4e        | 1:04:43.9      |
| Brittany Hudak                                                                                | 1 km sprint, staand (v)          | 12e       | Halve finale   |
| Brittany Hudak                                                                                | 5 km, staand (v)                 | 12e       | 15:35.0        |
| Brittany Hudak                                                                                | 15 km, staand (v)                | 10e       | 59:10.6        |
| Robbi Weldon Gids: Phil Wood                                                                  | 1 km sprint, visueel beperkt (v) | 6e        | Halve finale   |
| Robbi Weldon Gids: Phil Wood                                                                  | 5 km, visueel beperkt (v)        | 7e        | 15:23.5        |
|                                                                                               |                                  |           |                |
| Brian McKeever gids: Erik Carleton Chris Klebl                                                | 4 x 2,5 km open relay            | 4e        | 25:51.9        |
| Sebastien Fortier Margarita Gorbounova gids: Andrea BundonRobbi Weldon Gids: Graham Nishikawa | 4 x 2.5 km, estafette gemengd    | DNF       | Niet gefinisht |

### Rolstoelcurling
| Paralympiër                                                        | Onderdeel     | Resultaat | Prestatie |
| ------------------------------------------------------------------ | ------------- | --------- | --- |
| Jim Armstrong Ina Forrest Sonja Gaudet Mark Ideson Dennis Thiessen | Team, gemengd | Goud      | Groepsfase: (2e) CAN - GBR: 6 - 3 CAN - RUS: 5 - 4 CAN - SWE: 7 - 4 USA - CAN: 2 - 7 CAN - NOR: 6 - 8 CHN - CAN: 5 - 8 CAN - KOR: 10 - 4 SVK - CAN: 0 - 16 FIN - CAN: 12 - 1 Halve Finale: CAN - CHN: 5 - 4 Finale: RUS - CAN: 3 - 8 |

### Sledgehockey
| Paralympiër | Onderdeel | Resultaat | Prestatie |
| --- | --------- | --------- | --- |
| Steve Arsenault Brad Bowden Billy Bridges Ben Delaney Adam Dixon Marc Dorion Anthony Gale James Gemmell Dominic Larocque Karl Ludwig Tyler McGregor Graeme Murray Kevin Rempel Benoit St-Amand Corbin Watson Greg Westlake Derek Whitson | Team      | Brons     | Groep A: (1e) CAN - SWE: 10 - 1 CAN - NOR: 4 - 0 CAN - CZE: 1 - 0 Halve finale: CAN - USA: 0 - 3 Bronzen finale: CAN - NOR: 3 - 0 |

### Snowboarden
| Paralympiër   | Onderdeel          | Resultaat | Prestatie |
| ------------- | ------------------ | --------- | --------- |
| John Leslie   | Snowboardcross (m) | 7e        | 1:51.88   |
| Ian Lockey    | Snowboardcross (m) | 21e       | 2:10.26   |
| Tyler Mosher  | Snowboardcross (m) | 12e       | 1:59.80   |
|               |                    |           |           |
| Michelle Salt | Snowboardcross (v) | 9e        | 3:21.28   |